# Zizkaea
Zizkaea je monotipski biljni rod iz porodice tamjanikovki (Bromeliaceae) smještena u tribus Vrieseeae, dio potporodice Tillandsioideae. Jedina vrsta u rodu je Z. tuerckheimii iz Hispaniole

## Sinonimi
- Tillandsia tuerckheimii Mez
- Vriesea tuerckheimii (Mez) L.B.Sm.